# Ctenochaetus
Ctenochaetus är en släkte inom familjen kirurgfiskar (Acanthuridae). 

## Arter
- Ctenochaetus binotatus (Randall, 1955)
- Ctenochaetus cyanocheilus (Randall & Clements, 2001)
- Ctenochaetus flavicauda (Fowler, 1938)
- Ctenochaetus hawaiiensis (Randall, 1955)
- Ctenochaetus marginatus (Valenciennes, 1835)
- Ctenochaetus striatus (Quoy & Gaimard, 1825)
- Ctenochaetus strigosus (Bennett, 1828)
- Ctenochaetus tominiensis (Randall, 1955)
- Ctenochaetus truncatus (Randall & Clements, 2001)